# Єдлянка (Зволенський повіт)
Єдлянка (пол. Jedlanka) — село в Польщі, у гміні Зволень Зволенського повіту Мазовецького воєводства.
Населення — 230 осіб (2011).
У 1975-1998 роках село належало до Радомського воєводства.

## Демографія
Демографічна структура станом на 31 березня 2011 року:
|          | Загалом | Допрацездатний вік | Працездатний вік | Постпрацездатний вік |
| -------- | ------- | ------------------ | ---------------- | -------------------- |
| Чоловіки | 121     | 29                 | 82               | 10                   |
| Жінки    | 109     | 19                 | 70               | 20                   |
| Разом    | 230     | 48                 | 152              | 30                   |